# Dido
|  | Per a altres significats, vegeu «Dido (desambiguació)». |

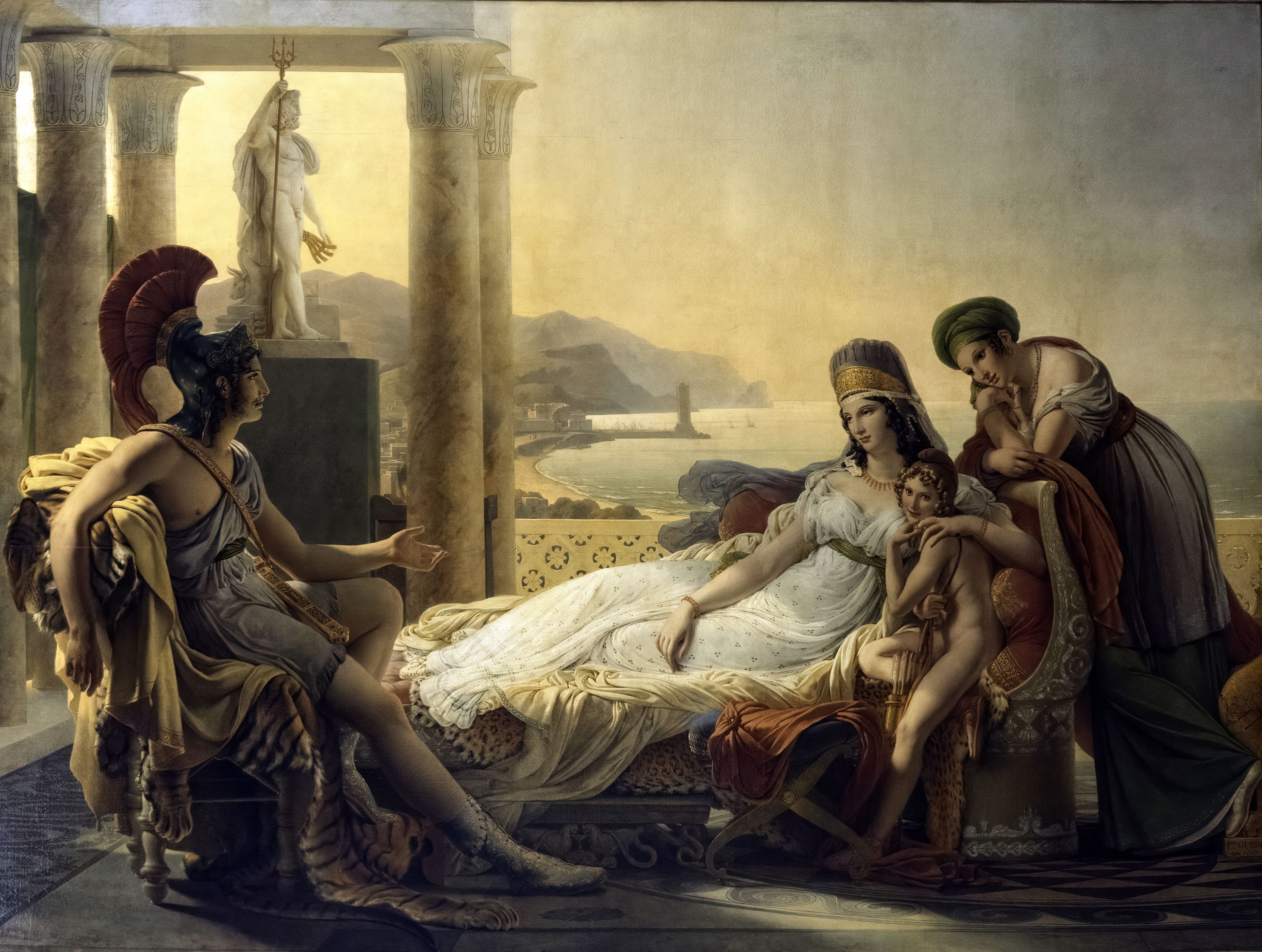
Enees informa Dido sobre la caiguda de Troia (Pierre-Narcisse Guérin, 1815)

Dido (en llatí: Dido, -ūs/-ōnis, de vegades adaptat en català com a Didó; en grec antic: Διδώ, -οῦς), també anomenada Elissa (del fenici ), va ser, segons el mite, la primera reina i fundadora de Cartago.

## Història
Segons la llegenda, Dido era una princesa fenícia filla del rei de Tir que va fugir del seu germà Pigmalió, que conspirava pel poder, i va desembarcar a la costa de l'actual Tunísia, on fundà Cartago. La vida de Dido se situa entorn del 800 aC; Pigmalió fou rei de Tir del 821 al 774 aC.

### Versió de Justí
El relat més antic que es conserva és el de Pompeu Trogus, a través de l'epítom de Justí, i diu que, a la mort del rei Mutgo (Matgenus o també Methres, segons la variant textual) de Tir (identificat amb Mattan I; Belos segons Virgili) fou proclamat el seu fill Pigmalió, i la seva filla Elissa (Dido) es va casar amb el seu oncle Acerbes, sacerdot d'Hèrcules, la funció principal del regne. Acerbes tenia un gran tresor que ningú més coneixia, però Pigmalió se'n va assabentar i va fer matar el seu oncle. Dido, que havia tingut un somni premonitori, va fer preparatius per sortir del país, però va fer veure que acceptava els fets i que aniria a casa del seu germà. Amb els criats encarregats de fer el trasllat de residència i alguns nobles tirians amics, van sortir amb vaixell a la recerca d'una nova terra, i primer van arribar a Xipre, on es va unir un sacerdot de Zeus amb la dona i fills, i on van agafar vuit dones per fer de parelles dels que no en tenien.
Mentrestant, Pigmalió va enviar a perseguir la seva germana, però la seva mare l'en va dissuadir, i així ella va arribar amb seguretat a la costa d'Àfrica, on es va trobar amb el gran rebuig inesperat dels pobles amazics. Gràcies a la seva habilitat va aconseguir, no obstant això, fundar la ciutat de la manera següent:
Va demanar terres al cap de la tribu que governava els terrenys que després serien Cartago, anomenat Iarbes, qui li va prometre, astutament, que rebria tanta terra com abastés una pell de bou. Dido va tallar la pell de bou en tires finíssimes, les va posar l'una al costat de l'altra i, d'aquesta manera va poder cobrir una gran parcel·la de terra que fou el turó de Birsa, que vol dir 'turó de la pell del brau'. En aquest fragment de la costa es va construir, segons la llegenda, el Birsan, una fortalesa protegida amb murs que seria l'embrió del centre de comerç fenici que esdevindria Cartago i es trobava damunt del port de la ciutat. L'assentament aviat va esdevenir una ciutat comercial i, a canvi d'un tribut anyal, els libis li van permetre construir la ciutat de Cartago.
Iarbes va demanar la mà de Dido i va amenaçar amb la guerra si li era rebutjada. Els delegats cartaginesos van comunicar a la reina la petició dient que el rei demanava alguna persona per ser instruït i que no li la podrien donar perquè no hi hauria ningú a la ciutat disposat a fer aquest sacrifici, i Dido els va renyar dient que qualsevol ciutadà havia d'estar llest per fer aquest sacrifici; els delegats, llavors, li van dir a la reina que el que volia Iarbes era la seva mà i que hauria de fer el sacrifici. Va demanar tres mesos de temps i al final d'aquests, en una cerimònia suposadament per acomiadar-se del seu primer marit i preparar-se per a les noves noces, es va suïcidar clavant-se una espasa al pit.

### Versió de Virgili
A més a més, per a Virgili, Dido també està relacionada amb Enees: durant la fugida de Troia, una tempesta empeny Enees a la costa de la nova ciutat de Cartago, la reina de la qual, Dido, l'acull com a convidat. A causa d'un complot de Venus, la mare d'Enees, Dido s'enamora bojament d'ell. Però Zeus recorda aleshores a Enees els seus deures i ell abandona Cartago, cosa que duu Dido a suïcidar-se. Així i tot, ella jurà venjança i establí, d'aquesta manera, la base del conflicte posterior entre Roma i Cartago. La consumació literària d'aquesta història és coneguda per l'Eneida, el mite de la fundació de l'Imperi Romà, i ha estat perpetuat per moltes obres posteriors, entre les quals hi ha l'òpera Dido i Enees de Henry Purcell.

## Música
- Dido and Aeneas, òpera de Henry Purcell (1688)
- Stephen Storace, compositor anglès, l'any 1792 va escriure una òpera dedicada a aquest personatge.[2]